# Girl on Fire
Girl on Fire ist das fünfte Studioalbum der US-amerikanischen R&B-Sängerin Alicia Keys. Es wurde am 23. November 2012 bei RCA Records veröffentlicht.

## Titelliste
| #  | Titel                            | Autor(en)                                                                                | Produzent(en)                    | Länge |
| -- | -------------------------------- | ---------------------------------------------------------------------------------------- | -------------------------------- | ----- |
| 1. | De Novo Adagio (Intro)           |                                                                                          |                                  | 1:19  |
| 2. | Brand New Me                     | Alicia Keys, Emeli Sandé                                                                 | Keys                             | 3:53  |
| 3. | When It’s All Over               | Keys, John Stephens, Stacy Barthe                                                        | Keys, Jamie Smith                | 4:34  |
| 4. | Listen to Your Heart             | Keys, Stephens                                                                           | Keys, Rodney „Darkchild“ Jerkins | 3:46  |
| 5. | New Day                          | Keys, Kasseem Dean, Trevor Lawrence Jr., Andre Brissett, Amber „Sevyn“ Streeter, Dr. Dre | Swizz Beatz, Dr. Dre             | 4:02  |
| 6. | Girl on Fire (feat. Nicki Minaj) | Keys, Salaam Remi, Jeff Bhasker, Onika Tanya Maraj, Billy Squier                         | Keys, Bhasker, Salaamremi.com    | 4:30  |
| 7. | Fire We Make (duet with Maxwell) | Keys, Andrew „Pop“ Wansel, Warren „Oak“ Felder, Gary Clark, Jr.                          | Keys, @PopWansel, @Oakwud        | 5:21  |
| 8. | Tears Always Win                 | Keys, Bhasker, Bruno Mars, Phillip Lawrence                                              | Keys, Bhasker                    | 3:59  |
| 9. | Not Even the King                | Keys, Sandé                                                                              | Keys                             | 3:07  |
| 10 | That’s When I Knew               | Keys, Kenny Edmonds, Antonio Dixon                                                       | Babyface, Dixon                  | 4:05  |
| 11 | Limitedless                      | Keys, Felder, Wansel, Streeter, Barthe                                                   | Keys, @PopWansel, @Oakwud        | 3:57  |
| 12 | One Thing                        | Keys, Frank Ocean, James Ho                                                              | Malay                            | 4:08  |
| 13 | 101                              | Keys, Sandé                                                                              | Keys                             | 6:29  |

## Rezeption

### Preise
Bei den Grammy Awards 2014 wurde Girl on Fire als „R&B-Album des Jahres“ ausgezeichnet.

### Rezensionen
Kai Butterweck rezensierte das Album für Laut.de. In seiner Bewertung meint er, die 14-fache Grammy-Gewinnerin stecke Konkurrentinnen wie Kylie Minogue oder Nelly Furtado spielend in die Tasche. Keys innovativer Umgang mit Altbekanntem sorge für einen frischen Anstrich einer eher auf der Stelle tretenden Pop-Branche.
Björn Bischoff, der Girl on Fire für Plattentests.de hörte, findet in Keys fünftem Album die Leidenschaft. Der 31-Jährigen gelinge es, ehrliche und echte Worte statt aufgeblasener Wunschträume für die Songtexte zu finden und diese mit einer Stimme zu intonieren, die Bischoff zwischen „Liebhaberin und Spottgesang“ ansiedelt.
Für die Musikdatenbank Allmusic erklärt Andy Kellman die Menge der Kokomponisten und Musikproduzenten mit Keys gemeinschaftlichem Gemüt. Nach ihrer Hochzeit mit dem Musikproduzenten Swizz Beatz habe Keys mit einer Vielzahl an renommierten Produzenten an dem Album gearbeitet, was der Kohäsion des Albums aber geschadet habe.
Der Pitchfork-Redakteur Stephen M. Deusner meint, Girl on Fire sei ein Album über Wiedergeburt und Erneuerung. Das Mädchen in Flammen (so die Übersetzung des Albumtitels) sei ein Phönix. Keys habe sich, wie auf jedem der vorangegangenen Alben, selbst neu erfunden und mit neuem Werkzeug ausgestattet.

### Chartplatzierungen
| ChartsChartplatzierungen       | Höchstplatzierung | Wochen |
| ------------------------------ | ----------------- | ------ |
| Deutschland (GfK)              | 6 (13 Wo.)        | 13     |
| Österreich (Ö3)                | 7 (10 Wo.)        | 10     |
| Schweiz (IFPI)                 | 3 (30 Wo.)        | 30     |
| Vereinigte Staaten (Billboard) | 1 (34 Wo.)        | 34     |
| Vereinigtes Königreich (OCC)   | 13 (19 Wo.)       | 19     |

| ChartsJahrescharts (2012)    | Platzierung |
| ---------------------------- | ----------- |
| Deutschland (GfK)            | 79          |
| Schweiz (IFPI)               | 95          |
| Vereinigtes Königreich (OCC) | 71          |

| ChartsJahrescharts (2013)      | Platzierung |
| ------------------------------ | ----------- |
| Schweiz (IFPI)                 | 59          |
| Vereinigte Staaten (Billboard) | 25          |

### Auszeichnungen für Musikverkäufe
| Land/Region                  | Auszeichnungen für Musikverkäufe (Land/Region, Auszeichnung, Verkäufe) | Verkäufe  |
| ---------------------------- | ---------------------------------------------------------------------- | --------- |
| Australien (ARIA)            | Gold                                                                   | 35.000    |
| Deutschland (BVMI)           | Gold                                                                   | 100.000   |
| Frankreich (SNEP)            | Gold                                                                   | 50.000    |
| Kanada (MC)                  | Gold                                                                   | 40.000    |
| Neuseeland (RMNZ)            | Platin                                                                 | 15.000    |
| Niederlande (NVPI)           | Platin                                                                 | 50.000    |
| Philippinen (PARI)           | Gold                                                                   | 7.500     |
| Polen (ZPAV)                 | Gold                                                                   | 10.000    |
| Schweiz (IFPI)               | Gold                                                                   | 15.000    |
| Vereinigte Staaten (RIAA)    | Platin                                                                 | 1.000.000 |
| Vereinigtes Königreich (BPI) | Gold                                                                   | 100.000   |
| Insgesamt                    | 8× Gold · 3× Platin ·                                                  | 1.422.500 |

Hauptartikel: Alicia Keys/Auszeichnungen für Musikverkäufe